# 布里奇波特特設鎮區 (密歇根州)
布里奇波特特設鎮區（英語：Bridgeport Charter Township）是位於美國密歇根州薩吉諾縣的一個特設鎮區。

## 地方資料
布里奇波特特設鎮區的面積為90.31平方千米，當中陸地面積為89.17平方千米，而水域面積為1.14平方千米。根據2020年美國人口普查的數據，當地共有人口10104人，而人口密度為每平方千米111.88人。